# Lamin Jawo
Lamin Jawo (* 15. března 1995 Banjul) je gambijský profesionální fotbalista, který hraje na pozici útočníka za český klub FK Mladá Boleslav.

## Klubová kariéra
Jawo působil od roku 2014 v nižších soutěžích v Itálii. V lednu 2019 podepsal smlouvu s českým klubem FC Vysočina Jihlava do června 2020.
21. ledna 2020 ho zdarma získal prvoligový Fastav Zlín, kde podepsal tříletou smlouvu.
Dne 22. ledna 2023 přestoupil do Mladé Boleslavi, kde podepsal tříletou smlouvu.